# جدول‌های ای‌آرآی‌ای

لوگو ای‌آرآی‌ای

جداول ای‌آرآی‌ای (انگلیسی: ARIA Charts) جدول ضبط اصلی استرالیا است که به صورت هفتگی توسط انجمن صنعت ضبط استرالیا منتشر می‌شود. جداول شامل ثبت پرفروش‌ترین تک‌آهنگ‌ها و آلبوم‌ها در ژانرهای مختلف در استرالیا است. در ژوئن ۱۹۸۸ ای‌آرآی‌ای جدول رسمی موسیقی در استرالیا شد و جای گزارش موسیقی کنت را که جدول ملی استرالیا از سال ۱۹۷۴ بود را گرفت.